# Georg Abel Ficker
Georg Abel Ficker (* 24. November 1585 in Niederauerbach; † 10. August 1652 in Zabeltitz) war ein kursächsischer Hof- und Justizrat, Unternehmer sowie Rittergutsbesitzer.

## Leben
Er war der Sohn des kursächsischen Floßmeisters Peter Ficker und älterer Bruder des Floßmeisters Hans Abel Ficker. Nach dem Besuch der Fürstenschule St. Afra in Meißen von 1600 bis 1603 studierte er Philosophie und Rechtswissenschaften an den Universitäten Leipzig, Straßburg, Basel und Tübingen.
Nach längeren Bildungsreisen im Ausland kehrte er 1612 in das Vogtland zurück und hielt seine Reiseeindrücke in drei Publikationen fest, bevor er 1613 als Advokat nach Dresden ging. 1618 promovierte er zum Dr. iur. in Basel. Als solcher wurde er 1630 zum Kanzler der unter Sequestration stehenden Grafschaft Mansfeld ernannt, nachdem er zuvor als Oberhofgerichtsassessor in Leipzig tätig war. 1637 folgte er dem Ruf an den Hof des Kurfürsten Johann Georg I. von Sachsen nach Dresden, wo seine Ernennung zum Hof- und Justizrat erfolgte.
Nach dem Tod des Vaters war ihm das Messingwerk Niederauerbach zugefallen und durch Heirat das Rittergut Riesa.
Als er 1652 starb, erschien die auf ihn gehaltene Leichenpredigt in Druck.

## Belege
1. ↑  Deutsche Biographie: Ficker, Georg Abel - Deutsche Biographie. Abgerufen am 14. Oktober 2023.

| Personendaten    | Personendaten                     |
| ---------------- | --------------------------------- |
| NAME             | Ficker, Georg Abel                |
| KURZBESCHREIBUNG | kursächsischer Hof- und Justizrat |
| GEBURTSDATUM     | 24. November 1585                 |
| GEBURTSORT       | Niederauerbach (Rodewisch)        |
| STERBEDATUM      | 10. August 1652                   |
| STERBEORT        | Zabeltitz                         |